# Мехмед Кязъм Дирик
Мехмед Кязъм Дирик (на турски: Mehmet Kâzım Dirik) е офицер в Османската армия и генерал в Турската армия.

## Биография
Роден е през декември 1881 година в град Битоля, тогава в Османската империя. Преминава различни длъжности като 43 дивизия, 7 дивизия, 56 дивизия, 49 дивизия, началник на генералния щаб на девета армия, началник на укрепения пункт в Ерзурум, заместник-началник на XV корпус и други Участва в Итало-турската война, Балканските войни, Първата световна война, както и в Турската война за независимост. Извън военната си служба е заместник управител и по-късно управител на вилает Битлис, управител на вилает Измир и генерален инспектор на Тракийския инспекторат.